# Lac Brome
Lac Brome är en sjö i Kanada.   Den ligger i regionen Estrie och provinsen Québec, i den sydöstra delen av landet, 250 km öster om huvudstaden Ottawa. Arean är 14,5 kvadratkilometer. Den sträcker sig 2,7 kilometer i nord-sydlig riktning, och 4,0 kilometer i öst-västlig riktning. Ön Île Eagle ligger i Lac Brome.